# Comminges

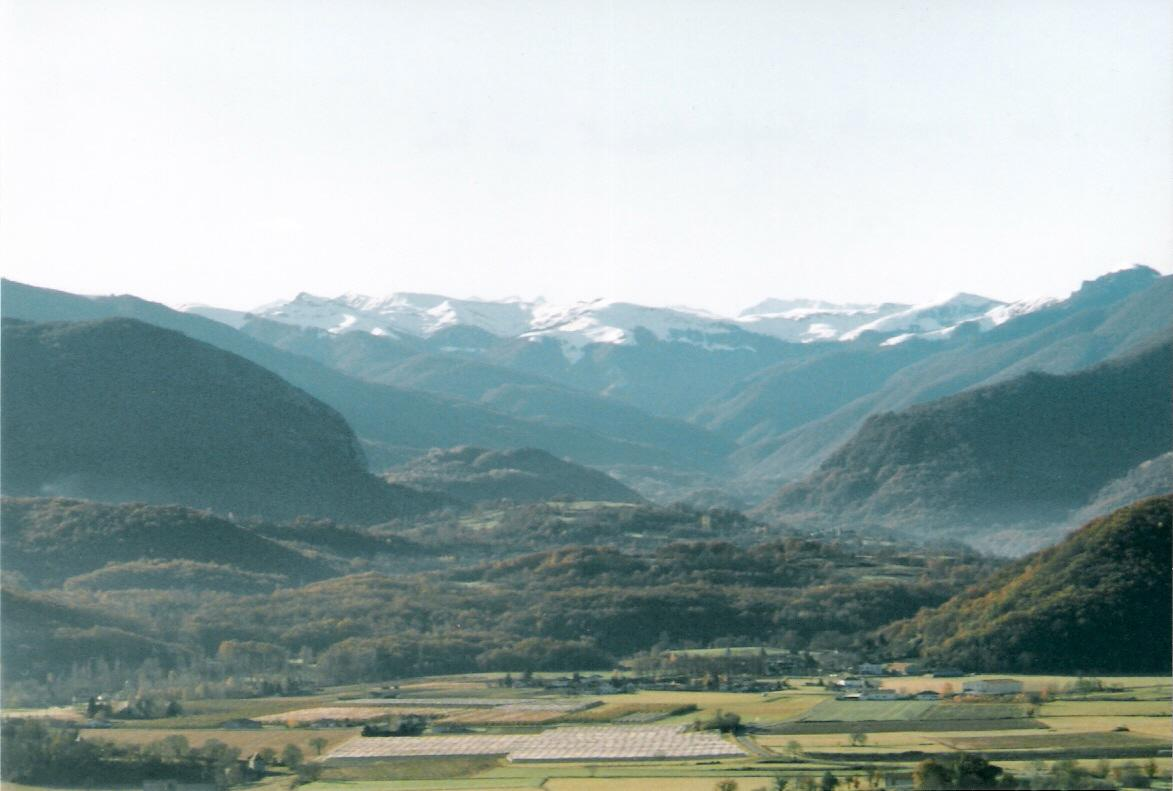
Vallei van (de) Comminges

Comminges is een streek in Frankrijk, in de regio Occitanië. Het is een oud graafschap en voormalige onderprovincie van Gascogne.
Tegenwoordig is het oude graafschap verdeeld over de departementen Haute-Garonne, Ariège en Gers. Een aantal namen van gemeenten, alle in de Haute-Garonne, verwijst nog naar de streek : Belbèze-en-Comminges, Frontignan-de-Comminges, Lavelanet-de-Comminges, Miramont-de-Comminges, Montclar-de-Comminges, Saint-Bertrand-de-Comminges, Saint-Ferréol-de-Comminges, Saint-Loup-en-Comminges, Sauveterre-de-Comminges.
Het arrondissement Saint-Gaudens identificeert zich met Comminges en de stad Saint-Gaudens noemt zich de hoofdstad van de Comminges.